# Alberto García (baríton)
Alberto García (Londres, 1875 – 1946) fou un baríton anglès. Era fill del tenor Gustavo García i besnet de Manuel del Pópulo Vicente García iniciador de la nissaga de cantants, ja que era net d'un fill d'aquell Manuel Vicente García. Estudià en el Reial Col·legi de Música de la seva ciutat natal i debutà el 1902, sent molt aplaudit. Després cantà en el Covent Garden i en les principals sales de concerts i més endavant a França i Alemanya. Fou professor de cant de la Guildhall School i de la Reial Acadèmia de Música de Londres.